# Jerome Horwitz
Jerome Phillip Horwitz (Detroit, 16 de enero de 1919 – 6 de septiembre de 2012) fue un bioquímico estadounidense, sus afiliaciones incluyeron el Instituto de Cáncer Barbara Ann Karmanos, la Facultad de Medicina de la Universidad Estatal de Wayne y la Fundación del Cáncer de Michigan.

## Biografía
Horwitz nació en el seno de una familia judía y en 1937 se graduó en la Central High School de Detroit. Consiguió su licenciatura en la Universidad de Detroit y su doctorado en la Universidad de Míchigan. Completó sus primeras ocupaciones en la Universidad del Noroeste y en la misma Universidad de Míchigan
En 1964, mientras inicia sus investigaciones en el Barbara Ann Karmanos Cancer Institute, Horwitz sintetizó un compuesto que se conocería como zidovudina (AZT) - un medicamento antiviral utilizado para tratar a los pacientes con VIH. La zidovudina se desarrolló inicialmente como un tratamiento para el cáncer. Horwitz también fue el primero en sintetizar la estavudina (d4T) y la zalcitabina (ddC) - otros dos inhibidores de la transcriptasa inversa usados para el tratamiento de los enfermos de VIH.
También durante 1964, publicó su primera demostración del  compuesto orgánico X-gal como sustrato cromogénico.
Después de sintetizar el AZT, Horwitz continuó creando muchos tratamientos exitosos para el cáncer y otras enfermedades. Entre sus últimos hallazgos, Horwitz estaba trabajando para la Fundación del Cáncer de Michigan con una subvención federal de los Institutos Nacionales de Salud. Se retiró en 2005.

Horwitz apareció en el documental I am alive today - History of an AIDS drug, .